# Brandon Silverstein
Brandon Silverstein es un empresario estadounidense de la industria del entretenimiento. Es el fundador y Director Ejecutivo de S10 Entertainment, una empresa que abarca una discográfica, una editorial musical y actividades de inversión.

## Carrera
Mientras estaba en la escuela secundaria en Tenafly, Nueva Jersey, Silverstein creó y promovió fiestas y eventos independientes en la ciudad de Nueva York. Como estudiante de primer año en la Universidad de Indiana, Brandon cofundó un festival de música cuyas primeras iteraciones tuvieron lugar en una granja con Avicii y Tiesto como cabezas de cartel. En su último año, abandonó la universidad para dedicarse a su interés en la gestión musical. Regresó a Nueva York donde un encuentro con Jay Z y Jay Brown, el cofundador y CEO de Roc Nation, lo llevó a fundar su propia empresa: S10 Entertainment & Media. Roc Nation y S10 formaron una sociedad en 2018.
A través de S10, Silverstein ha representado a artistas destacados, gestionando los primeros discos número uno globales para Myke Towers, Big Sean, Normani, y Anitta. En 2020, lanzó S10 Publishing y poco después anunció acuerdos de asociación con Ryan Tedder y Avex. Silverstein también ha estado involucrado en éxitos globales como "Peaches" de Justin Bieber, y "Greedy" de Tate McRae. Otras canciones exitosas publicadas por Silverstein y la compañía que contribuyeron a más de 40 mil millones de reproducciones incluyen "Agora Hills" de Doja Cat, "First Class" de Jack Harlow, "I Like You" (con Doja Cat) de Post Malone, "Million Dollar Baby" de Tommy Richman, y "Calling for You" de Drake y 21 Savage. El catálogo de S10 Publishing también incluye música de Bad Bunny y Rihanna.
En 2022, la división S10 Films de Silverstein se asoció con Simon Fuller para desarrollar nuevos proyectos en cine, televisión, documentales y medios de audio.
En 2024, Katsumi Kuroiwa, el director ejecutivo global de la conglomerado de entretenimiento japonés Avex, anunció que la compañía realizó una inversión estratégica en S10 Entertainment de Silverstein, buscando dar acceso a sus artistas japoneses a los mejores equipos de gestión a cambio de una mayor entrada en el mercado asiático para los artistas de S10.

## Reconocimiento
Silverstein ha recibido varios premios de la industria a lo largo de su carrera, incluyendo el Forbes "30 Under 30" en 2019, "Nuevos Líderes" de Variety en 2021, y "Los Mejores Gerentes del Mundo" de Music Business Worldwide en 2022. Billboard ha honrado al ejecutivo en múltiples ocasiones, incluyendo "40 Under 40" y "Ejecutivo de la Semana" en 2021, "Poder Latino" en 2022, y en 2023, recibió el primer "Premio de Elección de los Jugadores Poderosos" de la revista, como parte de su ranking anual Power 100 de los ejecutivos más poderosos de la industria musical.